# Arco diafragmático

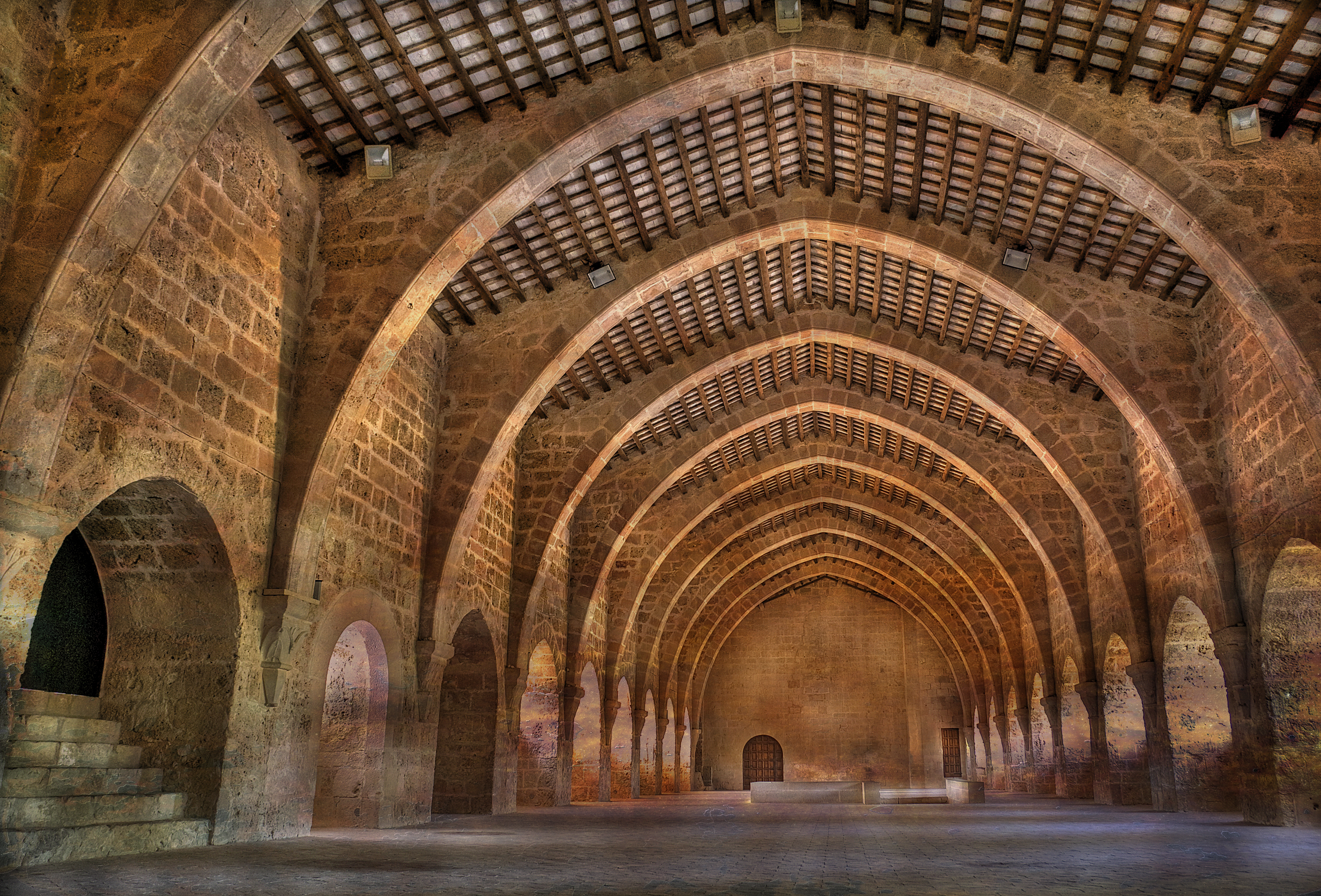
Arcos diafragmáticos en el dormitorio del monasterio de Santes Creus

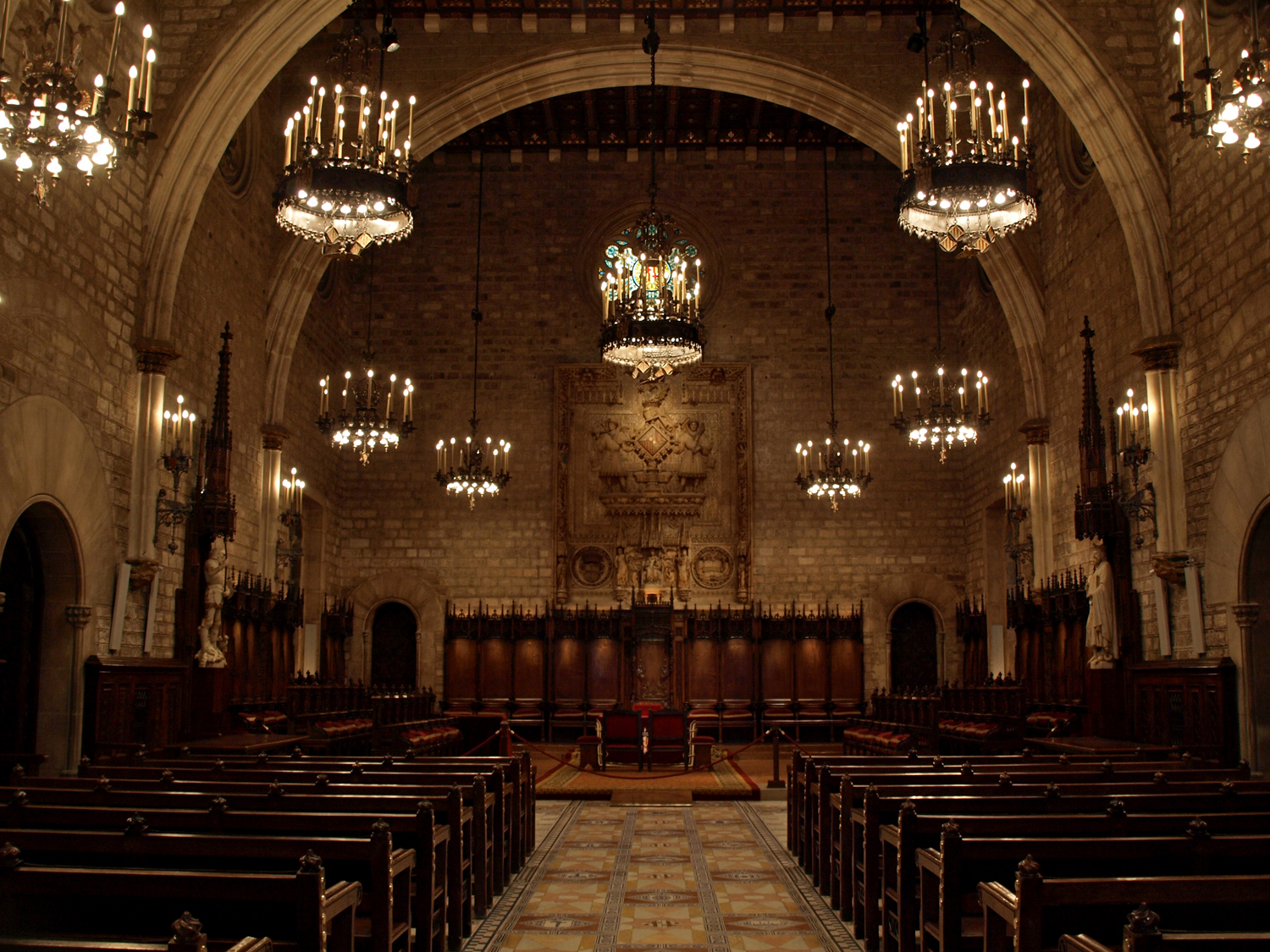
Salón del Ciento en Barcelona, ejemplo clásico de solución constructiva con arcos diafragmáticos.

Un arco diafragmático o arco diafragma es aquel dispuesto en la dirección transversal de un espacio construido, de manera que la sucesión de los mismos compone una estructura que permite forjar en el sentido longitudinal del espacio, reduciendo los empujes que la cubierta ejerce sobre  los muros.

## Etimología
El apelativo procede del antiguo griego diaphragma, que quiere decir separación o barrera; los arcos diafragmáticos, al ser transversales, estrechan o separan tramos en la nave en donde se sitúan.

## Función estructural
Este sistema estructural, propio de algunos edificios del Gótico catalán, permitía sustituir las bóvedas de piedra por entrevigados de madera, mucho más baratos y fáciles de construir.
Sobre las dovelas del arco se eleva un muro que se corona con perfil recto o en ángulo agudo, según reciba un forjado plano o una cubierta a dos aguas.
Los arcos diafragmáticos han de ser arriostrados en dirección perpendicular; es decir, en la dirección longitudinal o más larga del espacio.
El uso de este tipo de arcos se conoce "desde siempre", aunque ceñido al ámbito mediterráneo, pues tradicionalmente la buena madera, escasa, se utilizaba para fabricar barcos. Los arcos diafragmático, al acortar las luces, hacían posible forjar con maderas más cortas e inestables.

## Ventajas e inconvenientes

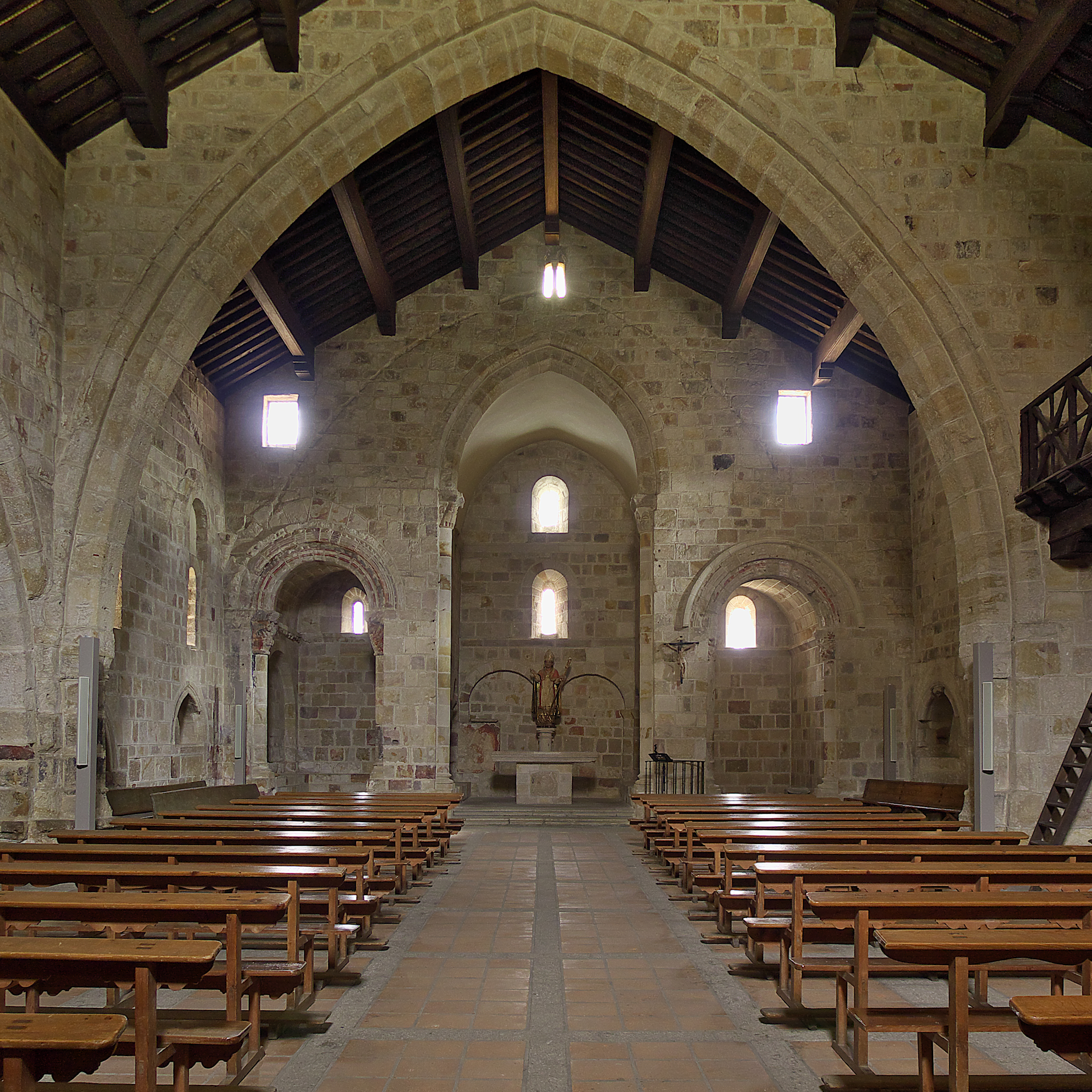
Iglesia de San Cipriano (Zamora).

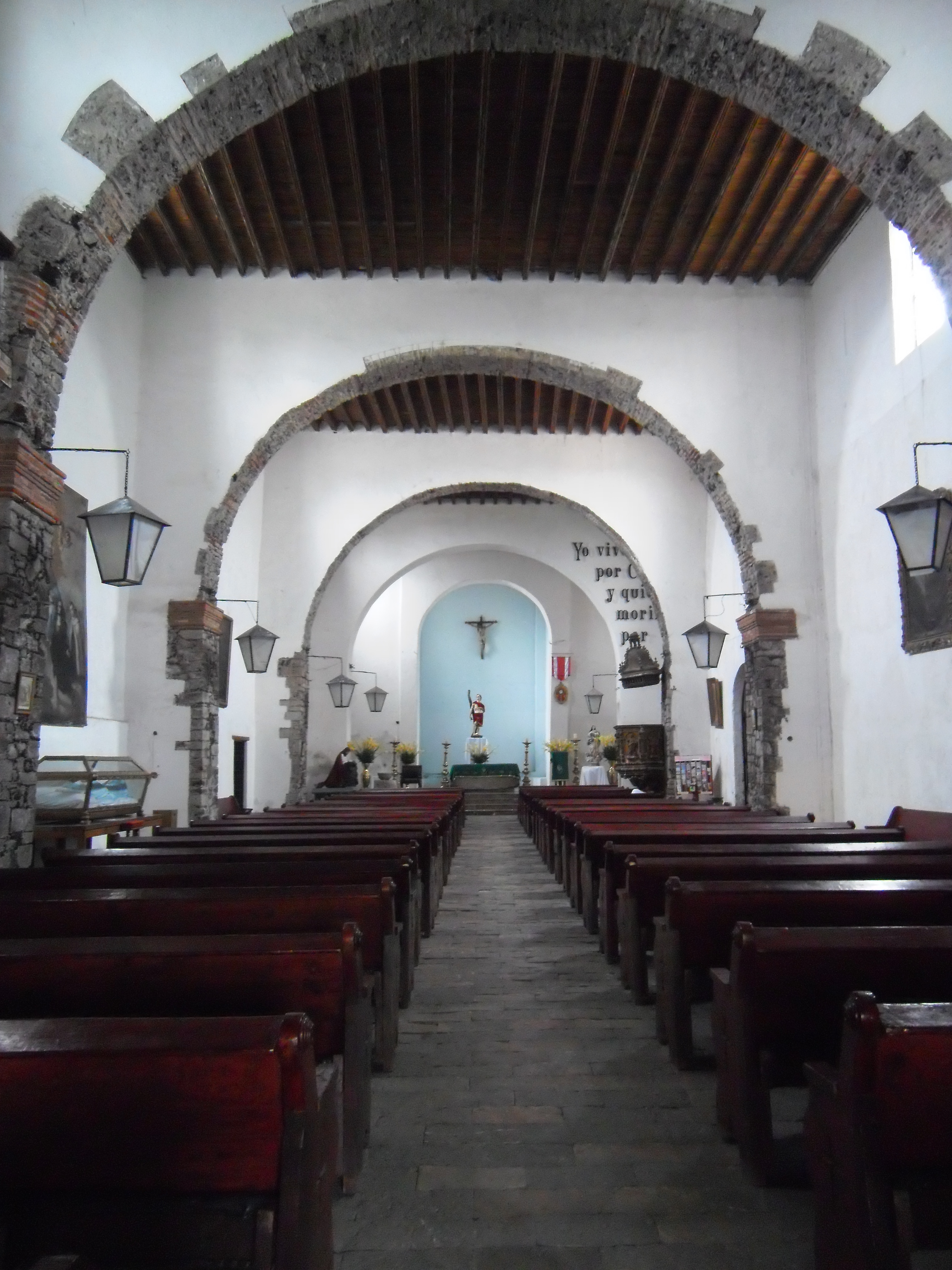
Parroquia de San Sebastián en la Ciudad de México

La construcción con arcos diafragmáticos se suele completar con forjados de madera, de manera que el sistema constructivo resultante presenta las siguientes aptitudes:

### Ventajas
- Ahorro de madera, al no ser necesarias grandes cimbras para abovedar.
- Ahorro de material y esfuerzo al no ser necesarias las cerchas para la cubierta, pues el arco transversal absorbe su función.

### Inconvenientes
- Debilidad de la techumbre, por ser casi siempre madera y por lo tanto, fácilmente combustible.